# Háziasított patkány
A kedvencként tartott patkányok a vándorpatkány (Rattus norvegicus), jóval ritkábban a házi patkány (Rattus rattus) leszármazottai. Rendkívüli intelligenciájuk és fejlett szociális képességeik kiváló háziállattá teszik őket. A patkányok ragaszkodnak gazdájukhoz, könnyen tanulnak trükköket és legtöbbjük eredendően szobatiszta. Az előítéletekkel ellentétben semmivel sem jelentenek nagyobb egészségügyi kockázatot, mint bármelyik másik háziasított rágcsáló, és bizonyítottan sokkal kisebbet, mint egy kutya, amelyik nap mint nap elhagyja a házat.
A patkányok várható élettartama 2-3,5 év, a rekorder egy Rodney nevű laborpatkány, aki 7 éves és 4 hónapos korában pusztult el. A hím patkányok 400-800 grammot nyomnak, szőrük durvább tapintású, kevésbé mozgékonyak, mint a nőstények. A testfelépítésük zömökebb, fejformájuk kerekebb az erősebb állkapocs miatt. A nőstények 250-450 gramm tömegűek, szőrük finom, selymes tapintású, alkatuk törékenyebb és sokkal izgágábbak.

## Tartás
A patkányok számára a ketrec az ideális lakhely, terráriumban nem tudnak eleget tornázni és nem is szellőzik eléggé. Mivel társas állatok, egyedül tartva nem érzik igazán jól magukat. Azonos nemű csoportokban kell őket tartani, mert rendkívül szaporák. Mind a fiúk, mind a lányok békésen megférnek egymás mellett. A fiatal állatok hamar szelídülnek, a legtöbb patkány szeret gazdája vállán vagy ölében ülni. A patkányok igénylik a mindennapi foglalkozást. Tanításukra a klikker-képzés a legeredményesebb módszer. A táplálékuk alapvetően magvakból áll, de sok fehérjét és zöldséget is igényelnek. Szükségük van friss ivóvízre és valamilyen fogkoptató alkalmasságra is. Patkányoknak tilos káposztaféléket adni, mert felfújódnak tőle.

## A patkánytartás története
A patkányok háziasítása a 19. századi angol patkányfogókhoz köthető. Közülük Jack Black, Viktória királynő hivatalos patkány- és vakondfogója volt a legismertebb. Jack Black a különleges színű befogott patkányokat továbbtenyésztette és stabilizálta a változatokat. Ezeket a patkányokat leginkább jól szituált hölgyek vásárolták, és mókusketrecben tartották őket. Magának a királynőnek is volt patkánya. A patkánytartás 1970 után vált széles körben elterjedtté. Laborokban a mai napig az albínó patkány az egyik legelterjedtebb kísérleti állat.

## Fajták

### Színváltozatok
Aguti színek:
A szőrszálak sávozottak, az aljszőrzet és a fedőszőrök színe eltér.
- Vadas (Agouti): A patkányok természetes színe. Gazdag, melegbarna szín, a fedőszőrök vége fekete, a has ezüstös szürke.
- Fahéj (Cinnamon): A vadasnál világosabb, sárgásabb barna.
- Borostyán (Amber): Világos vöröses szín, leginkább sárgabarackra emlékeztet, a szemek pirosak.
- Topáz (Fawn): Kicsit sötétebb a borostyánnál és a szemek sötétek.
- Kékaguti (Blue agouti): Szürke és barna szőrszálak keveréke.

Nem-aguti színek:
A szőrszálak végig egyszínűek és minden szőrszál ugyanolyan színű.
- Fekete (Black): Az állat csillogó koromfekete, a fejétől a farkáig.
- Csokoládé (Chocolate): Sötét, telt barna, mint az étcsokoládé.
- Nyérc (Mink): Világos mogyoróbarna.
- Pezsgő (Champagne): Halvány vajszín piros szemmel.
- Bézs (Beige): Krémszín piros szemmel.
- Orosz kék (Russian blue): Sötét ónszürke.
- Amerikai kék (English blue): Világos ezüstszürke. Sokan ezüstnek hívják, de ez félreértésekre adhat okot, mert az angol „silver” egy sokkal világosabb színre vonatkozik.
- Albínó: Hófehér bunda, piros szemek.

Egyéb változatok:
- Sziámi (Siamese): A patkány világos, csak a testvégei (orra, füle, lábai, farka) színesek.
- Burmai (Burmese): A sziáminál sötétebb alapszínű szín.
- Husky (Roan): Sötét alapszínben világos szőrszálak. A fejen mindig található fehér rajzolat és a has is fehér.
- Ezüstös (Silvered): Világos szőrszálak, de sokkal kevesebb, mint a huskynál és fehér rajzolat sincs.
- Essex: A patkány gerince mentén a szőr sötétebb és fokozatosan világosodik a has felé. Mindig társul hozzá a fejen egy kicsi fehér folt.

### Minták
- Csuklyás (Hooded): A sötét szín a fejre, a vállakra és a gerinc mentén egy sötét csíkra korlátozódik.
- Berkshire: Az egész has világos.
- Irish: Kisebb világos folt a hasoldalon.
- Bareback: Sötét fej és vállak, a gerinc mentén nincs sötét csík.
- Tarka (Variegated): Sötét fej és vállak, a testen elszórt, elmosódott szegélyű foltok.
- Dalmata (Dalmatian): Elszórt sötét foltok.
- Foltos (Patched): Néhány sötét folt a fejen.
- Sapkás (Capped): A fej sötét kb. a fülek vonaláig, mögötte fehér az állat.
- Maszkos (Masked): Sötét folt a szemek körül.
- Borz (Blazed): Világos, háromszög alakú folt az orron, aminek a csúcsa a szemek közé húzódik.
- Oposszum (Possum): A fej világos, a test sötét.
- Csillagos (Headspotted): Pici fehér folt a fejen.
- Nyakörves (Collared): A sötét mintát a nyak vonalában megszakítja egy fehér csík.
- Ausztrál (Downunder): Világos hason sötét rajzolat.

### Szőrtípusok
- Rex: Göndör, dús szőrzet. A bajusz és a szemöldök is göndör.
- Dupla rex (Double rex): Fiatalkorában erősen göndör szőrzet, felnőttkorra részlegesen megkopaszodik.
- Fuzz: A patkány majdnem kopasz, csak egy finom, ritkás szőrzet borítja a testét, ami némileg sűrűbb a fejen és a lábakon. Pontosan ugyanúgy néz ki, mint egy duplarex, de máshogy öröklődik.
- Kopasz (Hairless): Semmilyen szőrzet nincs az állaton, néhány esetben csökevényes bajusz előfordul.
- Bársonyos (Velveteen): Hasonlít a rexre, de a szőrszálak itt nem olyan hullámosak, a bajusz sem annyira kusza, a bunda tapintása sokkal finomabb.
- Dupla bársonyos (Double velveteen): A bunda rövidebb és hullámosabb.
- Angóra: 1,5-2 centiméter hosszú fedőszőrök, az aljszőrzet nagyon ritka.
- Harley: Hosszú, hullámos szőrzet. Az angóra és a velveteen kombinálásából jött létre.
- Szatén: Az üreges fedőszőrök miatt az állat bundája nagyon fényes.

### Testtípusok
- Dumbo: Az állat fülei kerekebbek, nagyobbak és lejjebb tűzöttek.
- Manx: Farkatlan. Soknak rendellenes a hátsó függesztőöve.
- Törpe (Dwarf): A normális patkányhoz képest feleakkorák. Tiroxinhiány okozza.